# Waschbrettbauch

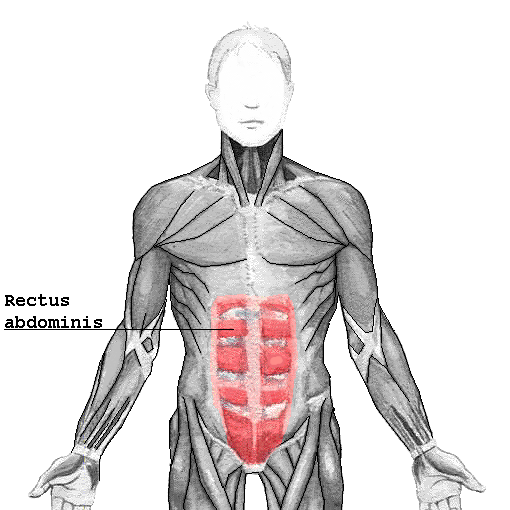
Gerader Bauchmuskel

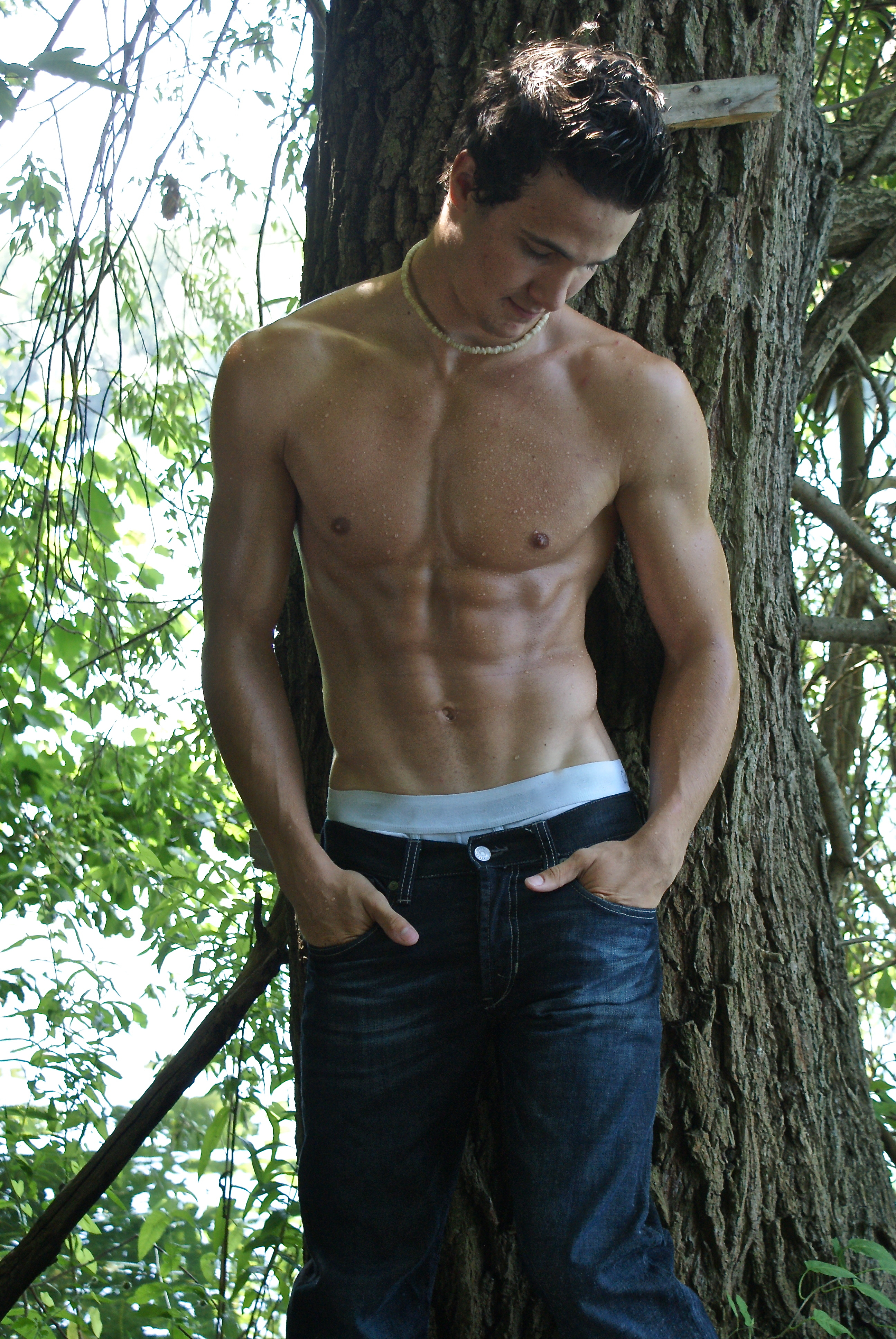
Mann mit Sixpack

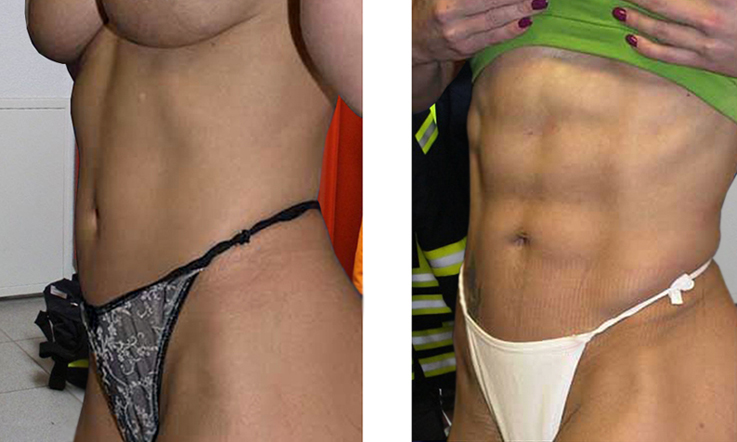
Waschbrettbauch mittels Fettabsaugung, am Beispiel einer Frau

Als Waschbrettbauch bezeichnet man umgangssprachlich die stark ausgeprägte und von nur wenig Fettgewebe verdeckte Bauchmuskulatur beim Menschen. Die Muskulatur im Bauchbereich ist mehrfach gewölbt, was zu der Bezeichnung „Waschbrett-Bauch“ geführt hat. In aller Regel existieren sechs sichtbare Wölbungen (drei auf jeder Seite), weshalb auch der aus englischsprachigen Ländern stammende Begriff Sixpack („Sechserpack“) verwendet wird.
Anatomisch gesehen ist der Waschbrettbauch die Kontur des Musculus rectus abdominis (Gerader Bauchmuskel) unter der Haut. Die horizontalen Unterteilungen entstehen durch dessen Zwischensehnen (Intersectiones tendineae). Die meisten Menschen haben drei bis vier solcher sehnigen Einschnitte. Die vertikale Teilung ist die Teilung der beiden Muskelbahnen links und rechts des Nabels durch die Linea alba. Sehr selten fehlen die Zwischensehnen ganz, so dass gar keine Möglichkeit zu einem Waschbrettbauch besteht.
Damit das Relief sichtbar wird, bedarf es eines intensiven Trainings aller Bauchmuskelpartien sowie eines geringen Körperfettanteils. In Fachkreisen spricht man davon, dass der Körperfettanteil 12 %  bei Männern bzw. 22 % bei Frauen nicht überschreiten sollte, damit die Bauchmuskeln gut sichtbar sind.
Der Muskelaufbau für den Waschbrettbauch wird nach dem  Prinzip der Superkompensation vor allem durch Muskelreize erzeugt. Der Muskelaufbau findet während der Ruhephase des Körpers, d. h. nach dem Training, statt; die vorhandenen Muskelfasern gewinnen an Volumen (Hypertrophie). Nach dem intensiven Krafttraining benötigt der Körper Zeit, um die gereizten Muskeln zu regenerieren und aufzubauen. Dazu wird Eiweiß aus der Nahrung verwendet.
In der Schönheitschirurgie ist die gängigste Methode zur Erzeugung eines Waschbrettbauchs die Entfernung des Bauchfetts mittels Fettabsaugung, wobei die Waschbrettbauchkontur durch Belassen kleiner Fettgewebspolster erreicht wird. Nur selten wird der Waschbrettbauch durch Silikon-Implantate erzeugt. Allerdings besteht hier das Risiko, dass die Implantate verrutschen.